# West Union (Karolina Południowa)
West Union – miasto w Stanach Zjednoczonych, w stanie Karolina Południowa, w hrabstwie Oconee.